# Pacifastacus leniusculus
O lagostim-sinal ou lagostim-do-Pacífico (Pacifastacus leniusculus) é um decapoda de água doce originário da costa oeste da América do Norte. Foi introduzido na Suécia em 1960 para substituir as populações do lagostins autóctone Astacus astacus, afectadas pela afanomicose. Desde então foi introduzida em toda a Europa.
Os exemplares adultos alcançam um comprimento de 15 cm. As quelas apresentan uma distinta mancha esbranquiçada (da qual deriva o nome lagostim-sinal) e são bastante robustos. Grande parte dos lagostins desta espécie alcançam a maturidade sexual antes do primeiro ano de vida e quase a totalidade atinge a idade adulta aos dois anos. O lagostim-sinal pode alastrar-se por vários habitats, desde pequenos córregos a grandes lagos.
São sere portadores do fungo que dá origem à afanomicose, Aphanomyces astaci. Não obstante, convivem com o fungo e apenas sob condições de stress (como na presença de outros parasitas) esta doença pode causar a morte do lagostim.